# خاتون بغداد
خاتون بغداد، رواية صدرت في 2017 للكاتب شاكر نوري، وهو كاتب وروائي عراقي من مواليد سنة 1959.توجت الرواية بجائزة كتارا للرواية العربية عن فئة الروايات المنشورة 2017.

## ملخص الرواية
"خاتون بغداد" تروي قصة مس بيل، الدبلوماسية البريطانية في بغداد، خلال فترة طويلة من تاريخ العراق. تمتزج الرواية بين الوقائع التاريخية والدراما الشخصية، مس بيل تعيش قصص حب مع دبلوماسي وجندي، وسط تحولات اجتماعية وسياسية في العراق. يبرز الكاتب مهارته في رسم صور درامية واستخدام تقنيات سرد سينمائية، مع تعدد الشخصيات وتعقيدات المجتمع العراقي. تقديم فريد للتاريخ العراقي من خلال عيون شخصية رائدة.

## عن الرواية

### السياق الثقافي والتاريخي
تقدم "خاتون بغداد" نظرة شاملة إلى الحياة في بغداد خلال فترات تاريخية متعددة، مرسمة بمهارة في خلفيتها الثقافية والاجتماعية.

### الأهمية الأدبية والنقد الأدبي
تبرز الرواية بأهميتها الأدبية من خلال استخدامها لتقنيات السرد والشخصيات المعقدة، وتفاعلها مع التاريخ العراقي يجعلها محط اهتمام النقاد الأدبيين.

## رأى النقاد في الرواية

### الرأى الإيجابي
1. تمازج فني رائع: أُثني النقاد على البراعة الفنية للكاتب شاكر نوري في تمثيل السياق التاريخي بشكل جميل، حيث تمزج الرواية بين السرد الروائي والتاريخ بطريقة متقنة.
2. عمق الشخصيات:يُشدد النقاد على عمق وتعقيد شخصيات الرواية، خاصة مس بيل والشخصيات المحيطة بها، مما أضفى طبقة إنسانية ونفسية على العمل.
3. معالجة تاريخية متقنة: يُعجب النقاد بالتفاعل الدقيق والمتقن للرواية مع التاريخ العراقي، وقدرتها على تقديم رؤية شاملة لفترات زمنية مختلفة.

### الرأى السلبي
1. تعقيد بنية السرد: اعتبر بعض النقاد أن الرواية قد أخفقت في إيصال بعض الفصول بشكل واضح، مما جعلها تبدو معقدة بالنسبة لبعض القراء.
2. تعدد الشخصيات: أبدى البعض استياءً من عدد الشخصيات وتداخل قصصهم، مما جعلهم يجدون صعوبة في تتبع الأحداث.
3. تراكيب لغوية معقدة: اعتبر بعض القراء أن بعض التراكيب اللغوية في الرواية معقدة، مما أثر على قراءتهم بشكل سلس.

## قصة الرواية

### السيدة الإنجليزية ذات الكعب العالي
يفتتح الفصل الأول من رواية "خاتون بغداد" بمشهد درامي يعيد القارئ إلى الزمن، حيث تدخل الآنسة الإنجليزية ذات الكعب العالي على مسرح الحياة العراقية. يتميز هذا الفصل بالوصف المميز الذي يشير إلى الزي الباريسي والأناقة الإنجليزية التي تجذب انتباه المتواجدين، مع إشارات إلى العلاقات الاجتماعية والتفاعلات الثقافية.
يستخدم الكاتب أسلوب السرد المشهدى بشكل متميز، حيث يستعرض الشخصيات والأماكن بتفصيل، مما يضفي على القارئ إحساسًا بالتشويق والحماس. تظهر الآنسة الإنجليزية كشخصية غامضة تثير فضول الحاضرين، وتبدأ الأحداث في الكشف عن لغزها ودورها في السرد.
تتنوع المشاهد بين الحاضر والماضي، حيث يستخدم الكاتب التناوب بين الزمنين لفتح نوافذ على حياة مس بيل وتاريخها. يبرز الفصل الأول أهمية السياق الثقافي والتاريخي في تشكيل الشخصيات وتوجيه أحداث الرواية.

### حكاية حب أولى
تنسجم روعة السرد في هذا الفصل مع تفاصيل حياة مس بيل خلال قصة حبها الأولى مع الدبلوماسي هنري. ترسم صورة مدهشة لللحظات الأولى للقاءهما، حيث تتعانق الأفكار وتتلاقى الأرواح بينهما، وتظهر ألوان العواطف بشكل واضح.
يتحدث الكاتب عن تناقضات العلاقة، حيث يرسم ببراعة تأثير الظروف الاجتماعية والضغوط العائلية على تطور هذا الحب. تأتي لحظات السعادة والنشوة مختلطة باللحظات الحزينة لمس بيل، التي تجسد تناقضات الحياة ومفارقاتها.
في هذا السياق، يستعرض الكاتب عمق الشخصيات وتأثير الظروف الخارجية على قراراتهم. يتيح للقارئ رؤية النضوج والتطور في شخصية مس بيل خلال هذه التجربة العاطفية الفريدة.
اللغة السلسة والوصف الدقيق يخلقان جوًا مليئًا بالمشاعر والتفاصيل الرومانسية، مما يضفي على الفصل عمقًا وإحساسًا بالواقعية. يعيش القارئ تجربة مميزة ومشوقة مع حب أولى يمزج بين الجمال والمرارة.

### رحيل مس بيل
في هذا الفصل، تبلور الأحداث إلى ذروتها مع رحيل مس بيل، مما يخلق توترًا وحزنًا يعم الأجواء. تتعمق الرواية في نفسيتها وتراجيديتها، حيث يتم استعراض الظروف التي أدت إلى هذا القرار الصعب.
يُسلِّط الكاتب الضوء على العوامل التي أجبرت مس بيل على مغادرة حياتها الحالية، وكيف تؤثر هذه القرارات على حياة الشخصيات المحيطة بها. يظهر التأثير العميق للحب والفقدان، وكيف يشكل هذا الرحيل محطة هامة في مسار الشخصية.
يتقن الكاتب تصوير مشاعر الوداع والحسرة، وتتجلى المشاهد بوضوح في ذهن القارئ. يتناول الفصل طيفًا واسعًا من العواطف، بدءًا من الأسى وصولاً إلى التأمل والتساؤلات حول معنى الحياة.
تُرَسِّخ الكتابة الدقيقة رحيل مس بيل كحدث محوري في تطور القصة، ويترك هذا الفصل أثرًا عميقًا يشد القارئ نحو استكمال فهمه لتفاصيل الحكاية. 

## تقنيات السرد والسينما

### التأثير السينمائي في السرد
يبرز الكاتب شاكر نوري في "خاتون بغداد" استخدامه الفعّال لعناصر السينما، حيث يقوم بتقديم المشاهد بشكل حيوي وبزاويا رؤية تشبه تقنيات الإخراج السينمائي.

### الصور البصرية واللغة السينمائية
يعتمد الكاتب على وصف بصري ممتاز يشبه لغة السينما، حيث يستخدم الألوان والأفكار البصرية لنقل المشاهد بطريقة تجذب القارئ وتخلق تأثيراً بصرياً قوياً.

### المونتاج السردي
يتقن الكاتب فن المونتاج السردي بتنسيق الأحداث والانتقالات بشكل يجعل القصة تتدفق بسلاسة، مما يخلق تشويقاً وتوتراً يشد القارئ.

### الزمن والتوقيت
يتقن الكاتب تلاعب الزمن بمهارة، حيث ينسج الأحداث بتسلسل مناسب يحافظ على تشويق القارئ ويكشف الغموض تدريجياً.
باستخدام هذه التقنيات السينمائية، ينجح الكاتب في تحويل "خاتون بغداد" إلى تجربة قرائية تتخطى حدود السرد التقليدي وتتيح للقارئ استكشاف القصة بأبعاد متعددة.

## ملخص نهائي للرواية

### الحب والفقدان
في "خاتون بغداد"، تنسجم حكاية الحب والفقدان لتصوّر رحلة مس بيل، الإنجليزية المؤرخة، في بغداد. ينكشف سرد الرواية بتنوعه وعمقه حول قصة حبها الأولى المحطمة والتي انتهت بفقدان حبيبها هنري، والحب الثاني الذي تجاهلته الظروف واستمر في التوتر والصراع.

### قضايا اجتماعية وتاريخية
تتخذ الرواية من خلفية العراق الاجتماعية والتاريخية مسرحاً للأحداث. تظهر قضايا الاحتلال والصراعات الثقافية، وتسلط الضوء على الظروف التي عاشتها بغداد منذ الحرب العالمية الأولى حتى الاحتلال الأمريكي في 2003.

### فصول مثيرة وشخصيات معقدة
يأخذ القارئ في رحلة مشوقة ومليئة بالتوتر من خلال الفصول المتقنة. تتألق الشخصيات المعقدة التي تعكس تنوع المجتمع العراقي وتسلط الضوء على الجوانب المظلمة والهواجس الإنسانية.

### التفاعل بين الأدب والتاريخ
يظهر مصلحة الكاتب شاكر نوري في تجميع الأدب والتاريخ، حيث يدمج بين قضايا اجتماعية وعاطفية وحقائق تاريخية بطريقة فنية تجعل الرواية قراءة لذيذة ومفيدة.

### تقنيات سينمائية وسرد بديع
يبرز الكاتب مهاراته السردية من خلال استخدام تقنيات سينمائية، مما يضفي على القصة أبعاداً بصرية وحماساً، ويجعل القارئ يعيش التجربة كأنه يشاهد فيلماً سينمائياً.
بفضل تلك العناصر، تظل "خاتون بغداد" رحلة استثنائية تتناول الحب والخسارة في سياق تاريخي واجتماعي، وتترك أثراً عميقاً في عقول القراء وتتيح لهم استكشاف عوالم جديدة من خلال صفحاتها الممتعة والمثيرة.

## الشخصيات

### الشخصيات الرئيسية
1. مس غيرترود بيل: الشخصية الرئيسية في الرواية، صحفية إنجليزية تعيش في بغداد. تتغير حياتها بفعل الأحداث التاريخية والعلاقات الشخصية المعقدة.
2. هنري: دبلوماسي بالمفوضية في طهران، قد عاشت مس بيل قصة حب معه، ولكن هذه القصة انتهت بشكل مأساوي.
3. ريتشارد داوتي وايلي: جندي قادم من القسطنطينية الميجور، يلعب دورًا هامًا في الحياة العاطفية لمس بيل.
4. فيرناندو: محقق أممي في احتراق مكتبة بغداد، يساعد في فتح أبواب لفهم الوضع الثقافي والاجتماعي بعد الاحتلال

### الشخصيات الثانوية
1. يونس: كاتب سيناريو، شخصية تسلط الضوء على الجوانب الثقافية والفنية في الرواية.
2. نعمان: مخرج سينمائي، يشارك في تشكيل السياق الثقافي والفني للرواية.
3. هاشم: مشغل آلة عرض في سينما غرناطة ببغداد، يعكس جوانب من الحياة اليومية والترفيه.
4. منصور: حارس المقبرة البريطانية، يمثل جانبًا من التاريخ والتقاليد في بغداد.
5. أبو سقراط: الفيلسوف بغداد، يُضيء على الفلسفة والأفكار في سياق ما بعد الاحتلال 

## جوائز
توجت الرواية بجائزة كتارا للرواية العربية في فئة "الروايات المنشورة" 2017.